# Helmut Deuschle
Helmut Deuschle (* 16. Oktober 1926 in Stuttgart; † 23. September 2012 ebenda) war ein deutscher Fußballspieler.

## Sportlicher Werdegang
Deuschle begann seine Laufbahn in der Jugend der Sportfreunde Esslingen, deren erste Mannschaft in der Gauliga-Spielzeit 1940/41 in der höchsten Spielklasse antrat. Ab 1944 lief er für die aus den Stuttgarter Kickers und den Stuttgarter Sportfreunden gebildete „KSG Kickers/Sportfreunde Stuttgart“ in der letzten und nicht mehr zu Ende ausgespielten Gauliga-Saison 1944/45 auf. Während des Zweiten Weltkriegs erlitt Deuschle an der Ostfront eine Schusswunde im Knie. Nach Ende des Krieges blieb er den Kickers treu, für die er bis 1950 in der Oberliga Süd unregelmäßig spielte. Dabei kam er zu 18 Meisterschaftseinsätzen, ehe er aufgrund seiner Kriegsverletzung seine Karriere beendete.